# او-۲۷ (کریگس‌مارینه)
او-۲۷ (به آلمانی: U-27) یک او-بوت کریگسمارینه از نوع ۷آ بود.